# G.I. Joe and the Transformers
A G.I. Joe and the Transformers egy, a Marvel Comics által kiadott négyrészes mini-képregénysorozat mely 1987-ben jelent meg az Amerikai Egyesült Államokban. A képregény írója Michael Higgins, rajzolója Herb Trimpe. A minisorozat története illeszkedik a Marvel, az 1980-as években megjelentetett Transformers sorozatába és annak 23. és 27. száma között helyezkedik el.

## A történet elhelyezkedése a sorozatok cselekményében
A minisorozat nem része a Larry Hama írói közreműködésével készült G.I. Joe: A Real American Hero sorozatnak, bár a sorozat vége felé több Alakváltó is felbukkan a kiadványban, és egyikük még utal is a korábbi találkozásra.
Ezzel szemben a Transformers lapjain több utalás is elhangzik a közös kalandra, így a történet annak szerves részét képezi. A cselekmény megközelítőleg a sorozat 23. és 27. része között játszódik. Ez azonban csak az amerikai kiadványra igaz. A brit sorozatban a történetet csak jóval később publikálták, így a cselekmény hatásaira, például arra, hogy Űrdongóból, hogyan lett Aranybogár, más történet ad magyarázatot.